# Mortadel·lo i Filemó (Estudios Vara)
Mortadel·lo i Filemó (originalment Mortadelo y Filemón en castellà) és una sèrie de curtmetratges d'animació realitzada entre 1965 i 1970 per Estudios Vara per a la seua emissió en cinemes, sent la primera vegada que se'n feia una versió animada. Està basada en els personatges de Francisco Ibáñez Mortadel·lo i Filemó, si bé als curts apareixen també altres personatges de l'editorial Bruguera com El loco Carioco, el repórter Tribulete o Doña Urraca.
Ha estat doblada al català dues vegades: una per la CCMA i l'altra per RTVV. Va ser emesa a TV3 l'any 1992.
Consta de dues tandes de 8 episodis cadascuna, més el llargmetratge El armario del tiempo, unió de set episodis curts.
Primer festival: Mortadel·lo i Filemó, agència d'informació (1969)
- 1x01 El ranxo d'Oregon (El rancho de Oregón)
- 1x02 El cas de l'apagada (El caso del apagón)
- 1x03 La invitació (La invitación)
- 1x04 Un marcià de Rondó (Un marciano de Rondón)
- 1x05 Carioco i la seua invenció (Carioco y su invención)
- 1x06 Les mines del rei Salmeró (Las minas del rey Salmerón)
- 1x07 Gàngster d'ocasió (Gángster de ocasión)
- 1x08 Espies en la legió (Espías en la legión)

Segón festival: Mortadel·lo i Filemó, agència d'informació (1970)
- 2x01 Agència d'informació (Agencia de información)
- 2x02 El pitxer d'Hong Kong (El jarrón de Hong-Kong)
- 2x03 Contra el xafó (Contra el pisón)
- 2x04 Munten amb avió (Montan en avión)
- 2x05 Més d'un lladre (Más de un ladrón)
- 2x06 Escapolit de la presó (Fugado de la prisión)
- 2x07 Engany a Filemó (Engaño a Filemón)
- 2x08 Geni o no, és la qüestió (Genio o no, es la cuestión)

L'armari del Temps (El armario del tiempo) (1971)
Tot i la seua divisió en set títols es tracta d'un llargmetratge d'animació, d'uns 77 minuts de duració, produït pels estudis Vara.
- 3x01 L'armari del temps
- 3x02 Waterloo
- 3x03 El ieti
- 3x04 Missió increïble
- 3x05 Els impostors
- 3x06 El compte Màcula
- 3x07 Maxiaventura en el mar